# Jean-Philippe Patrice
Jean-Philippe Patrice (Marsella, 12 de marzo de 1997) es un deportista francés que compite en esgrima, especialista en la modalidad de sable.
Participó en los Juegos Olímpicos de París 2024, obteniendo una medalla de bronce en la prueba por equipos (junto con Boladé Apithy, Sébastien Patrice y Maxime Pianfetti).
Ganó una medalla de plata en el Campeonato Mundial de Esgrima de 2025 y dos medallas de bronce en el Campeonato Europeo de Esgrima, en los años 2024 y 2025.

## Palmarés internacional
| Juegos Olímpicos   | Juegos Olímpicos | Juegos Olímpicos  | Juegos Olímpicos  |
| Año                | Lugar            | Medalla           | Prueba            |
| ------------------ | ---------------- | ----------------- | ----------------- |
| 2024               | París (Francia)  | Medalla de bronce | Sable por equipos |
| Campeonato Mundial |                  |                   |                   |
| Año                | Lugar            | Medalla           | Prueba            |
| 2025               | Tiflis (Georgia) | Medalla de plata  | Sable individual  |
| Campeonato Europeo |                  |                   |                   |
| Año                | Lugar            | Medalla           | Prueba            |
| 2024               | Basilea (Suiza)  | Medalla de bronce | Sable individual  |
| 2025               | Génova (Italia)  | Medalla de bronce | Sable individual  |